# Charles Russell (1807-1894)
Pour les articles homonymes, voir Charles Russell et Russell.
Charles James Fox Russell (10 février 1807 – 29 juin 1894), est un militaire britannique et un homme politique Whig.

## Biographie
Charles Russell est issu de la plus haute aristocratie britannique. Du côté paternel, il est le troisième fils de John Russell (6e duc de Bedford), et du côté maternel, il est le fils de Georgiana, fille d'Alexander Gordon (4e duc de Gordon). 
Francis Russell, 7e duc de Bedford, Georges Russell et John Russell (1er comte Russell) sont ses demi-frères et Edward Russell et Alexander Russell ses frères.
Amateur de Cricket, Russell joue first-class cricket pour le Marylebone Cricket Club entre 1833 et 1846.
Il est un Lieutenant-colonel à la fois du 52e Régiment et des Royal Horse Guards. En 1832, il est élu au Parlement pour le Bedfordshire, un siège qu'il occupe jusqu'en 1841, et de nouveau brièvement en 1847. En 1848, il est nommé Sergent d'arme de la Chambre des Communes, où il reste jusqu'en 1875.
Il épouse Isabella Clarisse, fille de William Griffith Davies, en 1834. Ils ont deux fils dont le plus jeune est George W. E. Russell, et trois filles. Lady Charles Russell est morte en juin 1884. Russell lui a survécu dix ans et meurt en juin 1894, à l'âge de 87 ans.
Sa petite-fille Olive Russell est la grand-mère de l'actrice Jane Birkin.